# Juniperus rigida
Juniperus rigida (el enebro de las pagodas) es una especie de arbusto o pequeño árbol perteneciente a la familia de las Cupresáceas. Es originario del norte de China, Corea, Japón, y del extremo sureste de Rusia (Krai de Primorie), apareciendo a altitudes desde los 10 hasta los 2.200 m s. n. m. Está estrechamente emparentado con el enebro común (J. communis) y Juniperus conferta, este último a veces tratado como una variedad o subespecie de J. rigida.

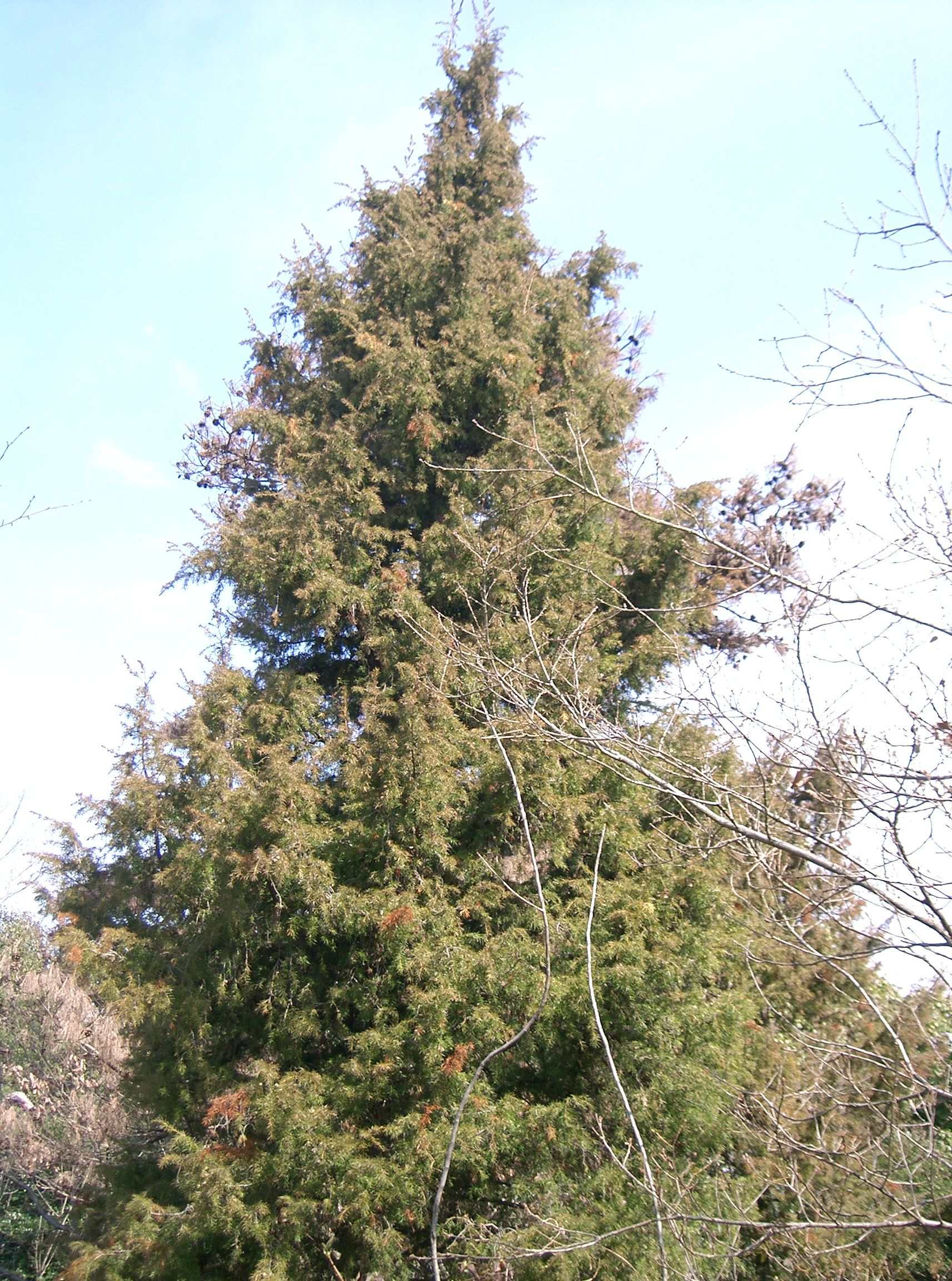
Árbol.

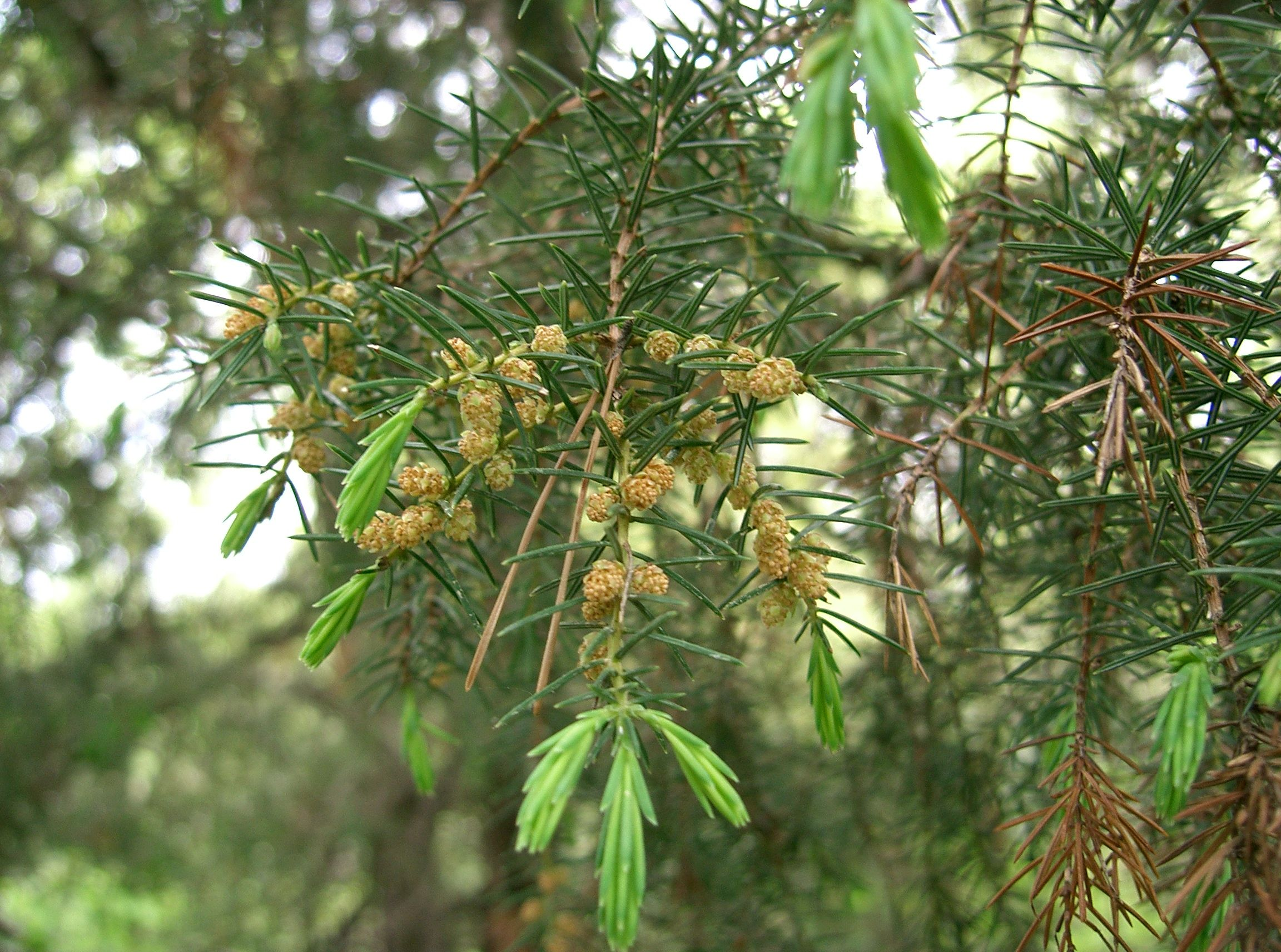
Follaje y conos de polen

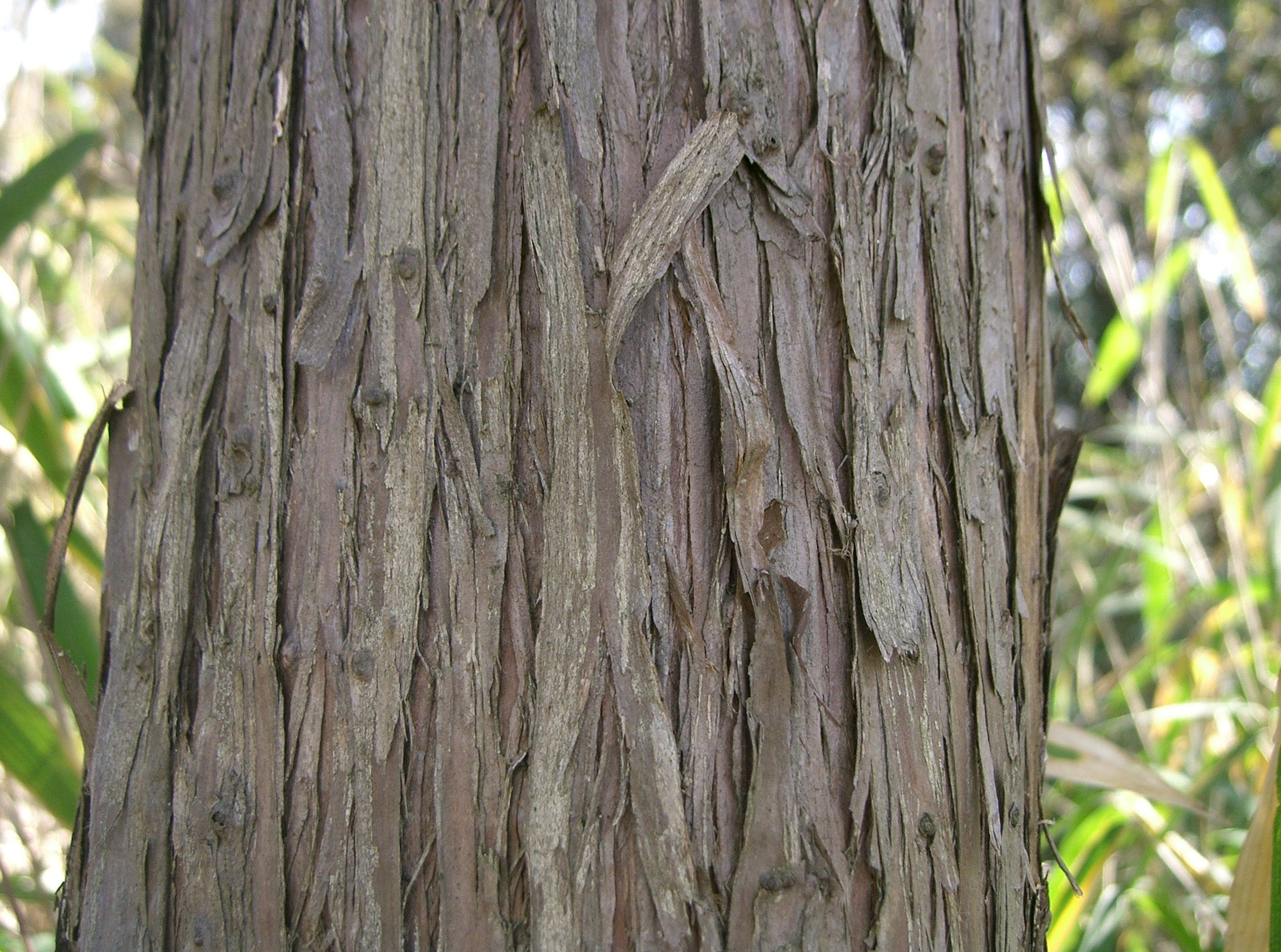
Corteza marrón apagado; tiras velludas

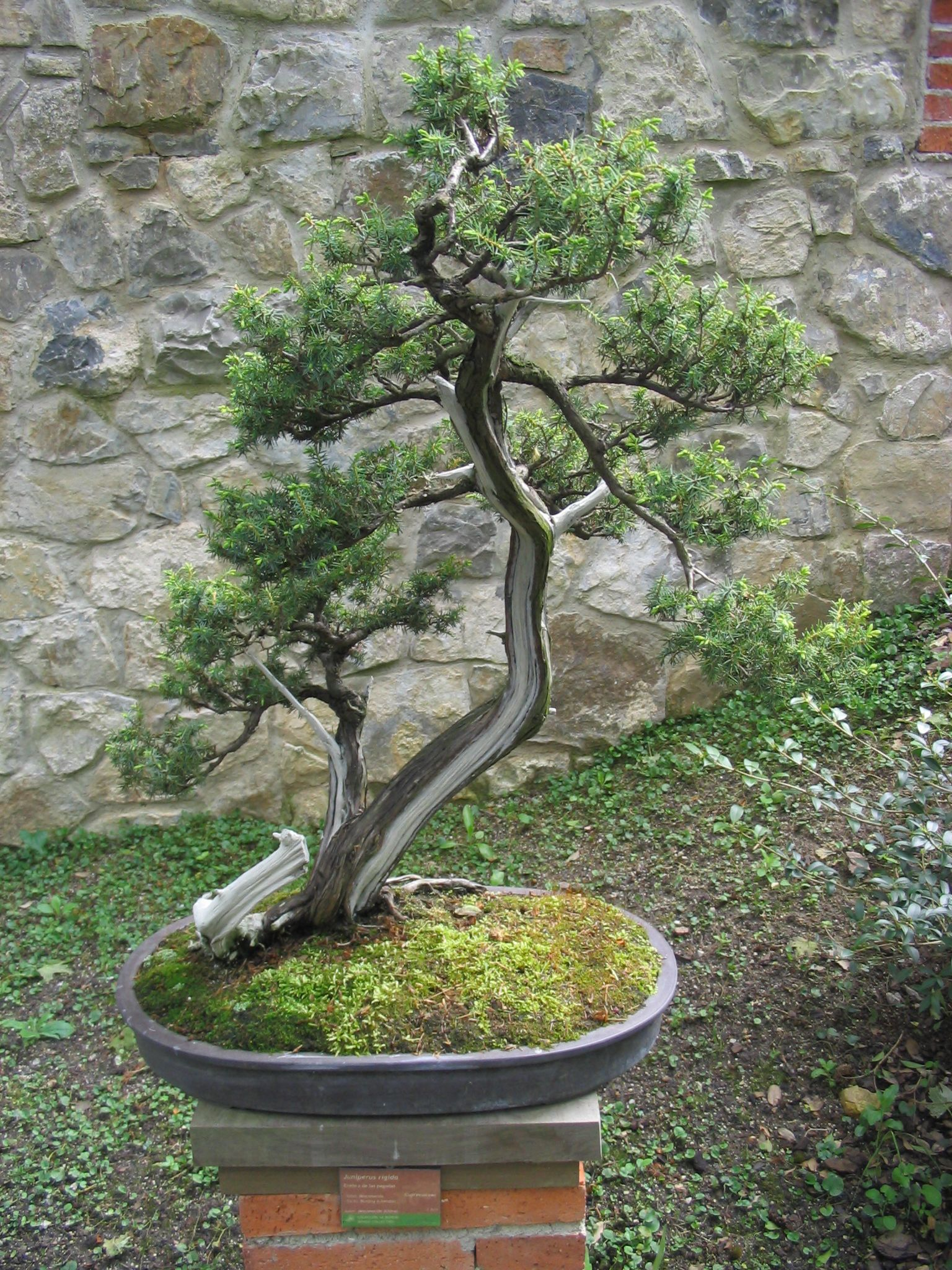
Ejemplar en forma bonsái

## Descripción
Es un arbusto o pequeño árbol que crece hasta una altura de 6-10 metros y un tronco con diámetro de hasta 50 cm. Las hojas son siempreverdes, aciculares, en verticilos de tres, verde brillante a verde amarillento, de 10-23 mm de largo y 1-1,3 mm de ancho, con dos estrechas bandas blancuzcas que flanquean una acanaladura en la cara interna. Es dioica, con plantas separadas, femenina y masculina. Los estróbilos son de forma parecida a bayas, verdes al madurar en 18 meses a púrpura oscura o parduzco con una cubierta cerúlea blancuzca variable; son esféricos, de 5-9 mm de diámetro, y tienen tres (raramente seis) escamas fusionadas en un (raramente dos) verticilo de tres, cada una con una sola semilla (cuando tiene seis escamas, sólo las tres escamas más grandes tienen semillas). Las semillas están dispersas cuando los pájaros comen los conos, digiriendo las escamas carnosas y pasando las semillas duras en sus deposiciones. Los conos de polen son amarillos, de 3-5 mm de largo, y caen poco después de lanzar su polen en la primavera.

## Usos
Se cultiva como un árbol ornamental, a menudo plantado en terrenos de los templos japoneses. También se cultiva como bonsái.

## Taxonomía
Juniperus rigida fue descrita por Siebold & Zucc. y publicado en Abhandlungen der Mathematisch-Physikalischen Classe der Königlich Bayerischen Akademie der Wissenschaften 4(3): 233. 1846.
Etimología
Juniperus: nombre genérico que procede del latín iuniperus, que es el nombre del enebro.
rigida: epíteto latíno que significa "rígido"
Sinonimia
- Juniperus arborea Budischtschew ex Trautv.
- Juniperus communis Thunb.
- Juniperus conferta var. pseudorigida Makino
- Juniperus rigida f. modesta (Nakai) Y.C.Zhu
- Juniperus rigida subsp. pseudorigida (Makino) Kitam.
- Juniperus seoulensis Nakai
- Juniperus utilis Koidz.
- Juniperus utilis var. modesta Nakai[6][7]